# Ficus amplissima
Ficus amplissima är en mullbärsväxtart som beskrevs av James Edward Smith. Ficus amplissima ingår i släktet fikonsläktet, och familjen mullbärsväxter. Inga underarter finns listade i Catalogue of Life.